# Bekináž
Bekináž (francouzsky béguinage, nizozemsky begijnhof) je specifický architektonický objekt, skupina menších domů obehnaných zdí, který byl ve středověku obýván bekyněmi. Jednalo se o ženské náboženské sdružení uvnitř římskokatolické církve, založené ve 13. století v Nizozemsku pro ženy, které chtěly sloužit Bohu, aniž by se však odloučily od světa.

## Historie
V roce 1184 založil kněz Lambert de Begue (přezdívaný Kokta) v Lutychu ženské náboženské spolky, které po něm přijaly jméno béguines – bekyně. Toto hnutí bylo původně vyvoláno velkým populačním nepoměrem mužů a žen v důsledku křížových výprav. Volné sdružení osob se postupně přetvořilo v řád, který však nebyl tak přísný jako jiné uzavřené řády. Členové neskládali řeholní slib a svým členům Řád přikazoval sice poslušnost a pokání, ale ne chudobu, jako tomu bylo u jeptišek. Mnohé členky byly vdovy, či neprovdané ženy z bohatých a vážených rodin. Jejich cíl spočíval v modlitbě, kontemplaci a charitativních činnostech. Většinou se staraly o nemocné a staré lidi a také vyráběly krajky a oblečení, což byl jeden z dalších zdrojů financí. Postupně vznikla i mužská obdoba Řádu – beguini nebo také berghardové.
Od počátku 13. století se hnutí šířilo z Belgie přes Francii a Německo. Rovněž v českých zemích se značnou měrou podílely na charitativní činnosti té doby (např. Brno, Český Krumlov, Kolín). Ekonomická nezávislost Řádu přinesla i myšlenkovou volnost a uvnitř hnutí se šířily názory neslučitelné s oficiálními stanovisky katolické církve.
Některé bekyně podle vznášených obvinění např. hlásaly, že prostopášnost nemůže poskvrnit lidského ducha a posléze popíraly i božství Kristovo a panenství Matky Boží. S tímto odůvodněním všeobecný církevní sněm ve Vienne roku 1311 nařídil jejich potlačení. Hodně členů hnutí se uchýlilo do Čech a na Moravu. Protože se scházeli v jeskyních a jamách, říkalo se jim tady „jamníci“. Po čase byli potřeni i zde. Dnes existují již jen v Belgii.
Velmi zachovalé bekináže se nacházejí zejména v Belgii a v roce 1988 bylo 13 z nich zařazeno na seznam světového dědictví UNESCO.

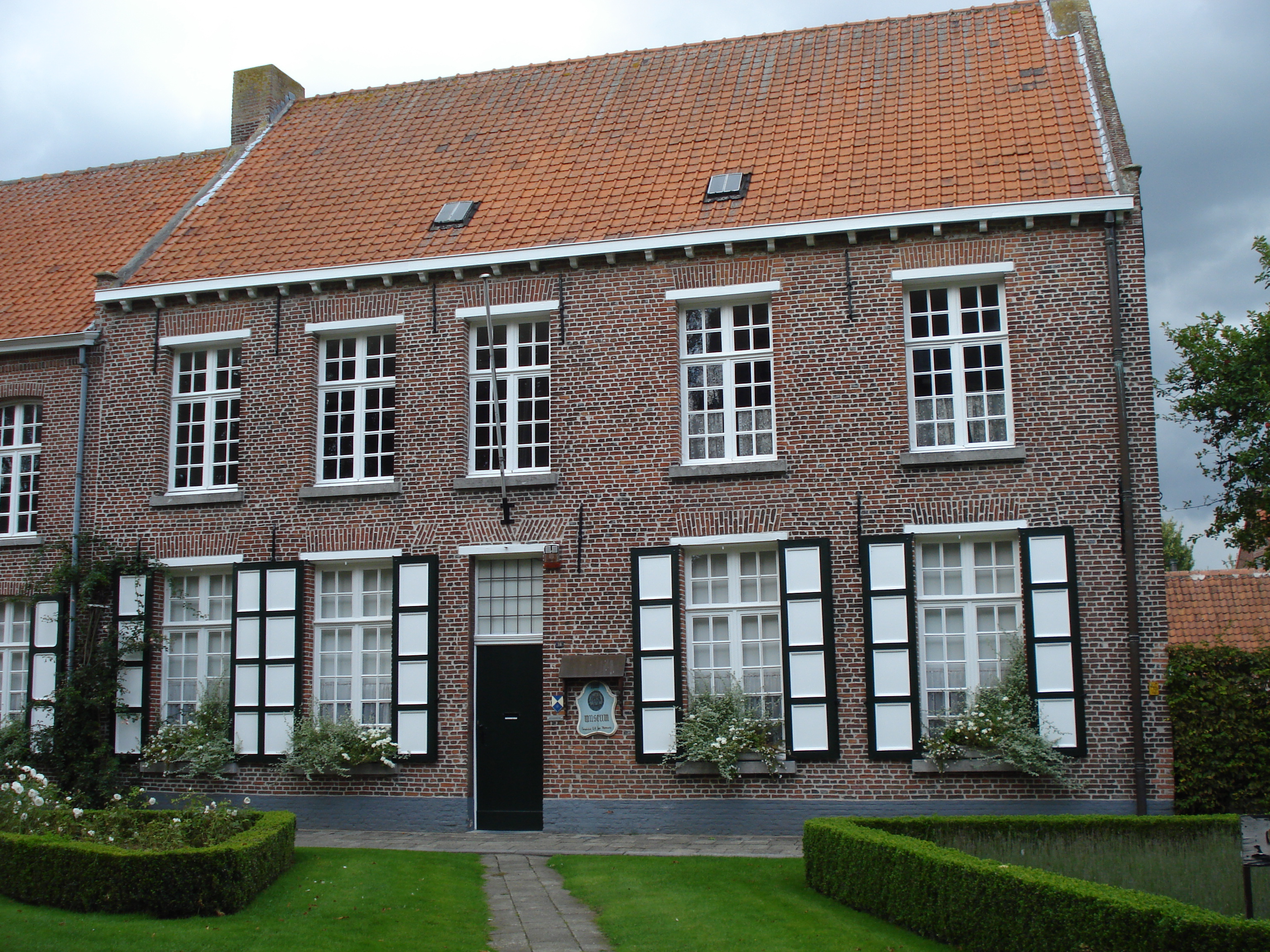
Dům bekináže v Turnhoutu

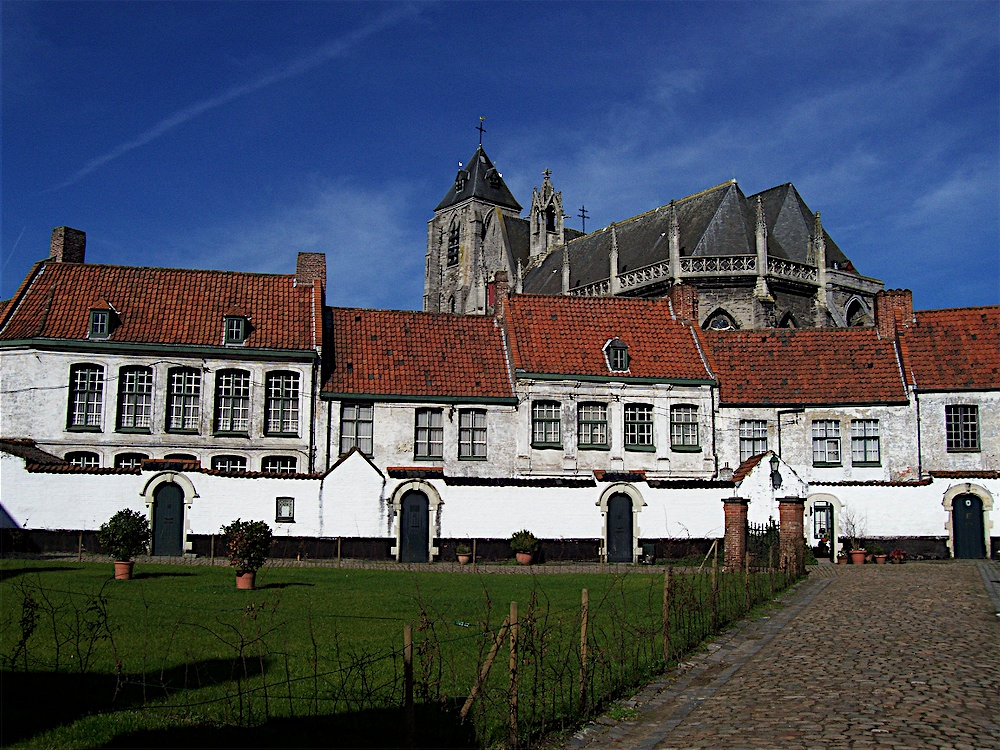
Bekináž Kortrijk

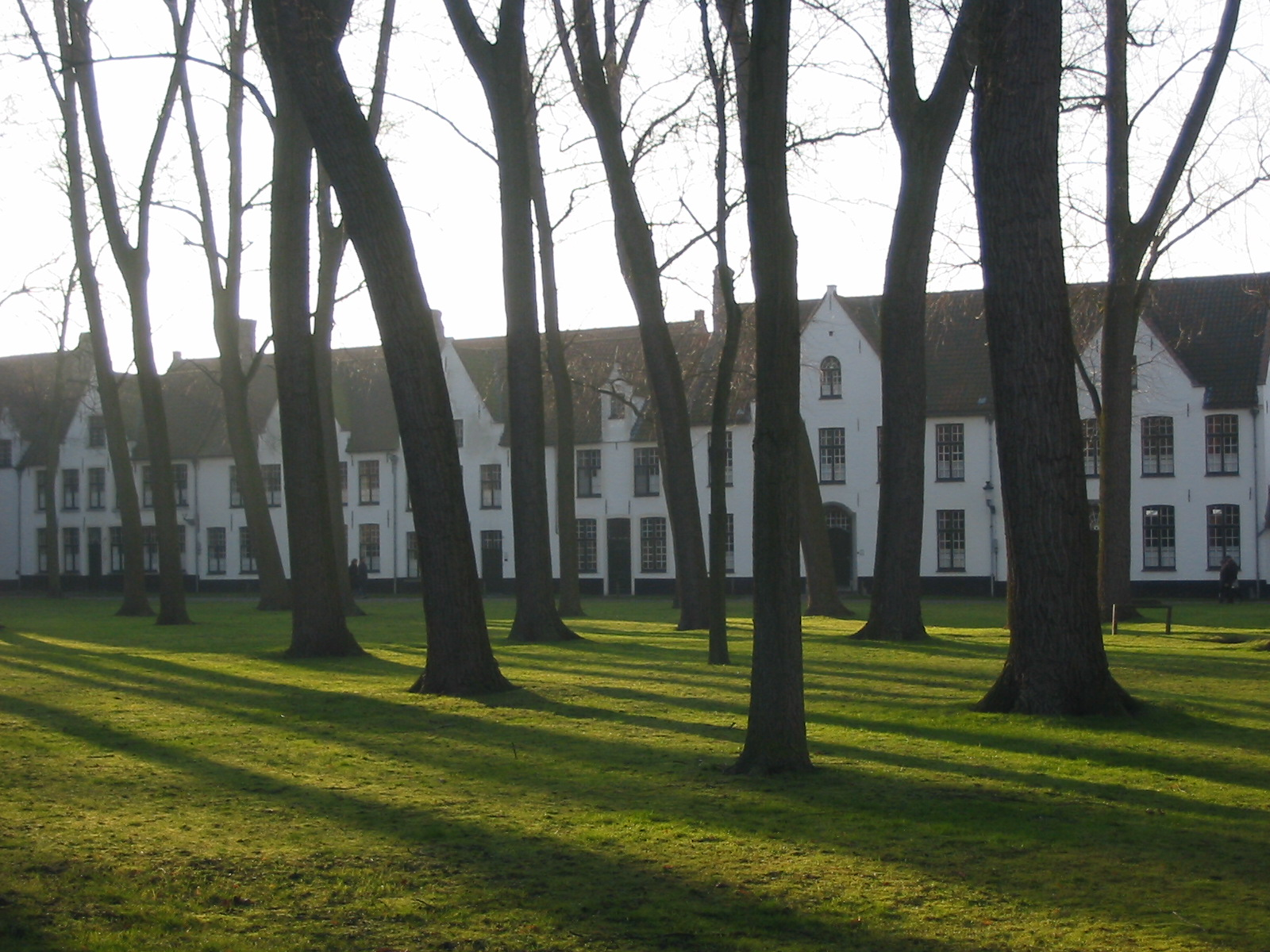
Bekináž v Bruggách

## Bekináže chráněné UNESCEM
| Kód dle UNESCO | Město           | Provincie        | Souřadnice                            | Rozloha |
| -------------- | --------------- | ---------------- | ------------------------------------- | ------- |
| 855-001        | Hoogstraten     | Antverpy         | 51°24′11,94″ s. š., 4°45′49,68″ v. d. | 1,7 ha  |
| 855-002        | Lier            | Antverpy         | 51°7′42,07″ s. š., 4°34′5,75″ v. d.   | 3,4 ha  |
| 855-003        | Mechelen        | Antverpy         | 51°1′53,94″ s. š., 4°28′26,14″ v. d.  | 5,4 ha  |
| 855-004        | Turnhout        | Antverpy         | 51°19′35,8″ s. š., 4°56′35,2″ v. d.   | 1,5 ha  |
| 855-005        | Sint-Truiden    | Limburk          | 50°49′16,2″ s. š., 5°11′34,9″ v. d.   | 22,8 ha |
| 855-006        | Tongeren        | Limburk          | 50°46′44,3″ s. š., 5°28′8,9″ v. d.    | 2,5 ha  |
| 855-007        | Dendermonde     | Východní Flandry | 51°1′38,1″ s. š., 4°5′49,1″ v. d.     | 2,5 ha  |
| 855-008        | Gent            | Východní Flandry | 51°2′46,1″ s. š., 3°44′9,9″ v. d.     | 4,5 ha  |
| 855-009        | Sint-Amandsberg | Východní Flandry | 51°3′24,4″ s. š., 3°44′50,5″ v. d.    | 5,7 ha  |
| 855-010        | Diest           | Vlámský Brabant  | 50°59′16,11″ s. š., 5°3′41,67″ v. d.  | 4,5 ha  |
| 855-011        | Lovaň           | Vlámský Brabant  | 50°52′18,92″ s. š., 4°41′50,5″ v. d.  | 4,2 ha  |
| 855-012        | Bruges          | Západní Flandry  | 51°12′4,4″ s. š., 3°13′21,2″ v. d.    | 0,55 ha |
| 855-013        | Kortrijk        | Západní Flandry  | 50°49′42,02″ s. š., 3°16′3,98″ v. d.  | 0,7 ha  |

## Další bekináže
| Město     | Provincie        | Souřadnice                            |
| --------- | ---------------- | ------------------------------------- |
| Antverpy  | Antverpy         | 51°13′21,35″ s. š., 4°24′51,13″ v. d. |
| Herentals | Antverpy         | 51°10′50,33″ s. š., 4°50′13,16″ v. d. |
| Hasselt   | Limburk          | 50°55′54,62″ s. š., 5°20′24,14″ v. d. |
| Gent      | Východní Flandry | 51°3′26″ s. š., 3°42′43″ v. d.        |
| Gent      | Východní Flandry | 51°3′25″ s. š., 3°44′52″ v. d.        |
| Aarschot  | Vlámský Brabant  | 50°59′8,55″ s. š., 4°49′48,19″ v. d.  |
| Diksmuide | Západní Flandry  | 51°2′8,38″ s. š., 2°51′46,63″ v. d.   |